# 青丘会 (1972年)
青丘会（せいきゅうかい、청구회）は、在日コリアン中小企業経営者の有志で運営する組織。1972年設立。在日同胞の研究・文化活動を「青丘文化賞」、「青丘文化奨励賞」により表彰、支援、激励する。青丘会 の「青丘」は朝鮮半島の雅称。
「青丘文化賞」は作家梁石日らが受賞していた。梁石日は選考委員も務めた。政治学者姜尚中は1995年（1994年度）に「青丘文化奨励賞」を受賞することにより在日社会から送り出された。
評論家安宇植は青丘文化賞にこだわりを持っていた。安宇植によると日本の大学で教壇に立つには青丘文化賞が必要なのであるということであった。
1975年（1974年度）に開始した賞は1997年（1996年度）まで高淳日が主宰。賞は「青丘賞」と略される。賞は「会員の自己満足に過ぎない」という批判もある。賞の認知度は低く、高淳日は映画監督金佑宣から「へーえ、そんな賞があったの」と言われてしまった。
青丘文化賞、青丘文化奨励賞は高淳日が発刊した『青丘通信』によって報告された。

『始作折半 – 合本 くじゃく亭通信・青丘通信』（髙淳日 編著、三一書房） が2014年に刊行。

2015年1月18日には、同書籍の出版を祝う会が、 金石範氏、姜在彦氏、金時鐘氏、高史明氏、姜徳相氏、梁石日氏の呼びかけで開催された。

## 設立の背景
日本において在日外国人を対象とした賞がなく、在日コリアンにとって本国となる北朝鮮・韓国においても在日コリアンのための賞を設けていなかったのである。
もう一つには、在日作家の金達寿と金石範がそれぞれ芥川賞、直木賞候補であったが、理由がよくわからないまま受賞にならなかった件がある。

## 設立時の会員
- 朴南圭: ビル経営管理[1]。
- 金準景: 会社経営[1]。
- 金仁永: 金融業[1]。
- 裴淳錫: 貿易商社経営[1]。
- 高淳日: カフェギャラリー「ピーコック」、朝鮮料理店「くじゃく亭」経営[2]。1928年に済州島で生まれる[2]。幼少期に大阪へ移り、大阪大学附属薬学専門部を中退[2]。

## 青丘文化賞
主な受賞者。
- 1975年（1974年度 第1回）
  - 金達寿（作家）[1]
- 姜斗興（강두흥。1936年生。1982年『吏読と万葉仮名の研究』）[7]
- 1986年（1985年度 第12回）
  - 金泰生（作家）[8]
  - 姜徳相（歴史学者）[9]

姜徳相は『大原社会問題研究所雑誌』の中で「金達寿先生」と言い、金達寿を紹介している。
- 第15回
  - 高史明（作家。1980年『深きいのちに目覚めて』）[11][12]
- 1990年（第16回）
  - 梁石日（作家）
- 第17回
  - 新宿梁山泊（劇団。受賞作品『千年の孤独』）[13][14][15]
- 1992年（1991年度）
  - 姜英之（東アジア総合研究所所長、韓国民主平和統一諮問会議諮問委員、在日韓国新聞協会理事）[16]
- 1996年
  - 韓晳曦（青丘文庫設立者、神戸キリスト教青年会理事）[17]
- 1997年（1996年度 第21回）
  - 該当者なし[18]

## 青丘文化奨励賞
主な受賞者。
- 1983年
  - 朴一（経済学者）[19]
- 1992年（1991年度 第10回）
  - 鄭甲寿（ワンコリアフェスティバル主催者）[20][21]
  - 朴慶南（作家）[20][21]

朴慶南は関東大震災時に朝鮮人を迫害する群衆1000人を命懸けで追い払った大川常吉警部を紹介した『ポッカリ月が出ましたら』（三五館、1992年）で知られるが、朴慶南は朝鮮人虐殺を調査する中で青丘文化賞受賞者姜徳相の著書『新版ー関東大震災・虐殺の記憶』（青丘文化社、2003年）を読んでいるようである。
- 1995年（1994年度 第12回）
  - 姜尚中（政治学者）[5]
- 1996年（1995年度 第13回）
  - 田月仙（声楽家）[5][23]
- 1997年（1996年度 第14回）
  - 高二三（新幹社代表）[18]

## 関連人物
- 金石範[6]
- 崔洋一
- 永六輔（『もっとしっかり、日本人』 日本放送出版協会、1993年）
- 金栄、梁澄子[1]
- 金順子 金順子韓国伝統芸術研究院[24]
- 辛基秀（青丘文化ホール主宰者）

## 発展資料
- 高淳日 (고순일) 編著『始作折半: 合本 くじゃく亭通信 青丘通信』三一書房、2014年。ISBN 978-4-380-14004-4。 NCID BB1603947X。全国書誌番号:22431560。